# Rabengrund von Wiesbaden mit angrenzenden Flächen
Rabengrund von Wiesbaden mit angrenzenden Flächen este o arie protejată (arie specială de conservare — SAC, sit de importanță comunitară — SCI) din Germania întinsă pe o suprafață de 83,76 ha, integral pe uscat.

## Localizare
Centrul sitului Rabengrund von Wiesbaden mit angrenzenden Flächen este situat la coordonatele 50°07′05″N 8°13′25″E / 50.1181°N 8.2236°E.

## Înființare
Situl Rabengrund von Wiesbaden mit angrenzenden Flächen a fost declarat sit de importanță comunitară în aprilie 1999 pentru a proteja 5 specii de animale. Situl a fost protejat și ca arie specială de conservare în martie 2008.

## Biodiversitate
Situată în ecoregiunea continentală, aria protejată conține 6 habitate naturale: Pajiști uscate seminaturale și facies de acoperire cu tufișuri pe substraturi calcaroase (Festuco-Brometalia) (* situri importante pentru orhidee), Formațiuni ierboase bogate în specii de Nardus, dezvoltate pe substraturi silicioase în zone montane (și în zone submontane, în Europa continentală), Pajiști cu Molinia pe soluri calcaroase, turboase sau argilos-nămoloase (Molinion caeruleae), Fânețe de joasă altitudine (Alopecurus pratensis, Sanguisorba officinalis), Păduri de fag Luzulo-Fagetum, Păduri aluvionare cu Alnus glutinosa și Fraxinus excelsior (Alno-Padion, Alnion incanae, Salicion albae).
La baza desemnării sitului se află mai multe specii protejate:
- păsări (4): lăcar-de-mlaștină (Acrocephalus palustris), ciocănitoarea de stejar (Dendrocopos medius), muscar negru (Ficedula hypoleuca), Locustella naevia
- nevertebrate (1): phengaris nausithous (Maculinea nausithous)

Pe lângă speciile protejate, pe teritoriul sitului au mai fost identificate 15 specii de plante, 4 specii de nevertebrate.